# Never Is Forever
Never Is Forever är det norska death-punkbandet Turbonegros andra fullängdsalbum. Det gavs ut av Dog Job Records 1994 och är ett av Turbonegros mindre kända album.

## Låtlista
1. Letter From Your Mamma
2. Suburban Prince's Death Song
3. Ubermensch
4. I Will Never Die
5. No Beast So Fierce
6. Destination: Hell
7. Timebomb
8. Pain In Der Arsch Pocket Full Of Cash
9. Hush, Earthling
10. Nihil Sleighride
11. (He's A) Grunge Whore
12. Black Chrome
13. Oslo Bloodbath Pt. II: I Don't Care
14. Oslo Bloodbath Pt. III: The Ballad Of Gerda And Tore